# جسر هايوان كوينغداو
جسر هايوان كوينغداو (بالصينية:青岛海湾大桥) هو أطول جسر عائم في العالم.
جسر هايوان كوينغداو البالغ طوله نحو 42,5 كيلومترا هو أطول بنحو 4.5 كيلومترات من جسر ليك بونتشارترين صاحب الرقم القياسي السابق في ولاية لويزيانا الأميركية.
يربط الجسر الضخم مركز مدينة تشينغداو المزدهرة في شرق إقليم شانغدونغ الصيني بضاحية هوانغداو.

## البناء
استغرق بناء الجسر أربع سنوات بكلفة تجاوزت ثمانية مليارات دولار ويكشف مقياسه المكتمل مدى التقدم الذي أحرزه المهندسون الصينيون في السنوات الأخيرة.
ويشار إلى أن الجسر الذي لم يعتمد على خبرة غربية في هذه المشروعات المتطورة، مدعوم بأكثر من 5200 عمود، وصممته مجموعة شاندونغ غاوشو الصينية. ومن المتوقع أن يحمل الجسر عندما يُفتح لحركة المرور في وقت لاحق من هذا العام، أكثر من ثلاثين ألف سيارة يوميا وسيقطع المارّون عبره المسافة بين مدينة كوينغداو وضاحية هوانغداو بين عشرين وثلاثين دقيقة.

## المتانة
يتحمل الجسر زلزالا بقوة ثماني درجات أو أعاصير أو تأثير ارتطام سفينة حمولتها 300 ألف طن.

## مقالات ذات صلة
- قائمة الجسور البارزة